# Mieczysław Chudzik (1908–1989)
Mieczysław Chudzik, ps. „Miś” (ur. 27 maja 1908 w Łodzi, zm. 10 lutego 1989 w Sanoku) – polski działacz sportowy.

## Życiorys
Urodził się 27 maja 1908 w Łodzi. Był synem Józefa i Walerii z domu Cichy. Ukończył naukę w 7-klasowej szkole powszechnej, po czym odbywał praktyki w zawodzie krawieckim i kształcił się w Miejskiej Szkole Dokształcająco-Zawodowej. Od 1930 do 1932 odbywał zasadniczą służbę wojskową w 26 pułku artylerii lekkiej w Skierniewicach, gdzie ukończył szkołę  podoficerską. Po odejściu z wojska został przyjęty do pracy w Służbie Więziennej. Był zatrudniony jako strażnik więzienny we Lwowie. W 1935 został przeniesiony do Sanoka i od tego czasu pracował w tamtejszym więzieniu do 1939.
Wybuch II wojny światowej przerwał jego pracę, a on sam w grudniu 1939 powrócił do Sanoka będącego pod okupacją niemiecką. Od stycznia 1940 pracował w sanockim więzieniu zarządzanym przez Niemców. Od tego czasu pełnił służbę jako strażnik na różnych posterunkach, potem jako magazynier gospodarczo-administracyjny. Według swojej relacji za pośrednictwem swojego współpracownika i jednocześnie działacza polskiej konspiracji Nestora Kiszki ps. „Neron” skontaktował się z Władysławem Skałkowskim ps. „Dąb”, przez którego został zaprzysiężony do Związku Walki Zbrojnej (od 1942 Armia Krajowa), przyjmując pseudonim „Miś”. Miał otrzymać wtedy zadania informowania o osadzonych więźniach politycznych, przenoszenia grypsów, żywności, lekarstw. Według swojej relacji w związku z tą działalnością został aresztowany przez Niemców 8 stycznia 1942, wielokrotnie przesłuchiwany, a po pięciu tygodniach zwolniony z uwagi na brak dowodów (w rejestrze więźniów nie został wymieniony; N. Kiszka podał, że zatrzymanie było krótkotrwale, zaś 10 innych aresztowanych wtedy strażników zostało w maju 1942 wywiezionych do Auschwitz, gdzie przeżyło dwóch). Po tym został ponownie przyjęty do służby w więzieniu i pracował do lipca 1944 tj. czasu ucieczki Niemców z Sanoka wobec nadejścia frontu wschodniego.
Po wkroczeniu do Sanoka Armii Czerwonej podjął pracę w więzieniu na stanowisku kierownik Działu Pracy, które sprawował do końca stycznia 1948. Otrzymał stopień plutonowego. Następnie był zatrudniony w Fabryce Wagonów „Sanowag” (od 1958 Sanocka Fabryka Autobusów „Autosan”), gdzie pracował na stanowiskach kierowniczych do sierpnia 1973 tj. czasu przejścia na emeryturę. W okresie pracy w fabryce udzielał się w życiu społecznym, m.in. w chórze, na scenie, był też mężem zaufania w działalności zawodowej. Pełnił funkcję wiceprezesa oraz trzykrotnie stanowisko prezesa klubu sportowego Sanoczanka Sanok (1952-1953, 1954, 1959-1960), później przekształconego w ZKS Stal Sanok. Od 1961 do 1963 był kierownikiem sekcji lekkoatletycznej Stali Sanok. Był także zawodnikiem sekcji szachowej klubu. W ramach klubu zajmował się kolportażem biletów na lodowisko Torsan. Na emeryturze działał nadal w ZKS Stali oraz w komitecie sklepowym PSS. Był bezpartyjny.

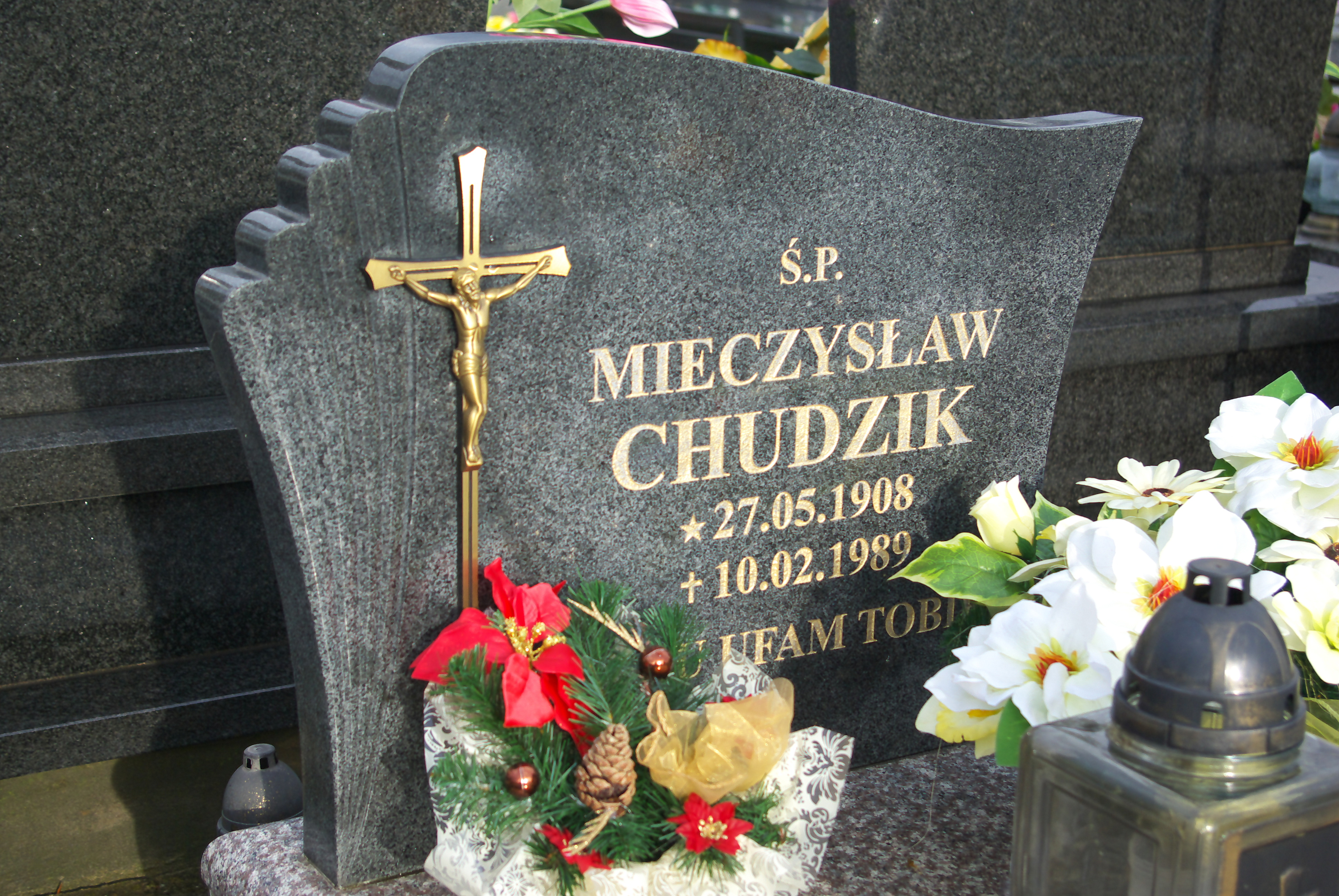
Grób Mieczysława Chudzika

Zmarł 10 lutego 1989 w Sanoku. Jego żoną była Anna Chudzik z domu Nowicka (ur. 28 lipca 1908 w Łodzi, zm. 15 lutego 1989 w Sanoku pięć dni po mężu). Oboje zostali pochowani obok siebie na Cmentarzu Centralnym w Sanoku.

## Odznaczenia
- Krzyż Kawalerski Orderu Odrodzenia Polski (uchwałą Rady Państwa z 23 września 1987 za wybitne zasługi w pracy zawodowej i działalności społecznej)[22]
- Odznaka „Zasłużony dla Województwa Krośnieńskiego” (1983)[23]
- Odznaka „Zasłużony dla Sanoka” (1983)[24]
- Złota odznaka PZLA (1961)[3]
- Złota odznaka ROZLA (1959, 1960)[3]
- Odznaka 1000-lecia Sportu Polskiego GKKFiT (1968)[3]
- Złota odznaka PZPN (1960)[3]
- Srebrna odznaka ZGZZMet. (1960, 1962)[3]
- Złota odznaka ZGZZMet. (1960, 1962)[3]